# Кесарь, Виктория Юрьевна
Виктория Юрьевна Кесарь (укр. Вікто́рія Ю́ріївна Ке́сарь; род. 11 августа 1993, Запорожье) — украинская прыгунья в воду, чемпионка и призёр чемпионатов Европы.

## Карьера
Летом 2014 года дебютировала на Чемпионате Европы по водным видам спорта в Берлине, который стал для неё первым крупным международным турниром; выступая в прыжках с 3-метровой вышки, она заняла итоговое 6-е место. В следующем году на Чемпионате мира по водным видам спорта 2015 года в прыжках с 3-метрового синхронного трамплина, выступала в паре с Анастасией Недобигой, вместе с которой они заняли 4-е место, остановившись в шаге от бронзы.
На Чемпионате Европы по водным видам спорта 2018 года в соревновании по синхронным прыжкам с 3-метрового трамплина среди смешанных пар, выступая в паре с Станиславом Олиферчуком, завоевала бронзовую медаль. В следующем году на чемпионате Европы по прыжкам в воду, который проходил в Киеве, завоевала золото (прыжки 3 метровый трамплин) и бронзу (синхронные прыжки). 
Летом 2021 года на своей первой Олимпиаде в соревнованиях по прыжкам с 3-метрового трамплина, заняла итоговое 23-е место из 27-ми участниц. В следующем году на Чемпионате Европы по водным видам спорта в Риме в составе команды Украины стала серебряным призёром в командных соревнованиях среди смешанных команд.